# Пэрис Траут
«Пэрис Траут» (англ. Paris Trout) — кинофильм. Экранизация произведения, автор которого — Пит Декстер.

## Сюжет
Действие фильма происходит в штате Джорджия в 1949 году. Пэрис Траут, убеждённый расист, убивает сестру афроамериканца, который отказался погасить вексель Траута. Когда его арестовывают, то он потрясён и разозлён. Его адвокат Гарри Сигрейв довольно успешно пытается защищать его в суде, но вскоре Сигрейва задержали по подозрении в участии в махинациях и аферах вместе со своей любовницей и женой Пэриса Траута Ханной.

## В ролях
- Деннис Хоппер — Пэрис Траут
- Барбара Херши — Ханна Траут
- Эд Харрис — Гарри Сигрейв
- Рэй МакКиннон — Карл Боннер
- Тина Лиффорд  — Мэри Сайерс